# Fales Hot Springs
Fales Hot Springs è una comunità non incorporata nella Contea di Mono in California. Si trova a 11 miglia (18 km) nord ovest di Bridgeport ad un'altezza di 7319 piedi, pari a 2231 m.
L'ufficio postale operò a Fales Hot Springs per un certo periodo dal 1881. Il nome della città deriva da Samuel Fales che sfruttò le sorgenti naturali di acqua calda costruendo un resort.